# Верзар
Верзар е село в Западните покрайнини, община Цариброд, Пиротски окръг, Сърбия. През 2002 г. населението му е 9 души, докато през 1991 г. е било 32 души. Осем от жителите на селото са българи.

## История
До 1952 година Верзар е една от махалите на средищното село Борово, което същата година административно е заличено, а неговите махали са групирани в 3 нови села – Верзар, Барие и Било

## Личности
Родени във Верзар
- Кръстьо Манчев (р. 1926), български историк.